# Terra Madre (film 2009)
Terra Madre è un film documentario del 2009 diretto da Ermanno Olmi e presentato alla 59ª edizione del Festival di Berlino del 2009.

## Trama
Il film parte dal Forum Mondiale Terra Madre organizzato da Slow Food nel 2006, che ogni due anni coinvolge più di 6000 tra agricoltori, pescatori, allevatori e cuochi di oltre 200 Paesi, per poi compiere un viaggio tra le Isole Svalbard, l’India, il Veneto e il Trentino-Alto Adige per una riflessione sull’uomo che riscopre il proprio rapporto con la terra, un "atto d’amore" secondo Olmi, da cui nasce il rispetto verso la natura.

## Produzione
Le riprese sono cominciate al Salone Internazionale del Gusto di Torino nell’ottobre 2006, con sette troupe leggere che hanno ripreso in contemporanea il forum. Nel febbraio 2008 una troupe con il regista Giacomo Gatti è andata alle Isole Svalbard per riprendere l’inaugurazione della Svalbard Global Seed Vault, banca mondiale dei semi. Nell’ottobre 2008 una troupe con il regista Maurizio Zaccaro ha raggiunto Dehradun (regione Uttaranchal, Nord dell’India) per riprendere la raccolta del riso nella fattoria di Vandana Shiva (nel 2010 le immagini sono divenute un documentario autonomo intitolato "I nove semi") Infine il regista Franco Piavoli ha ripreso la costruzione di un orto durante le stagioni nella Valle dell'Adige con cui Olmi chiude il film
La voce narrante è di Omero Antonutti
La canzone "Un albero di trenta piani" è stata concessa amichevolmente da Adriano Celentano.